# Marc Bourrier
Marc Bourrier (Ganges, 1934. szeptember 21. – 2024. augusztus 12.) francia labdarúgó-középpályás, edző.

## Pályafutása

### Játékosként
1957 és 1963 között a Montpellier, 1963 és 1966 között a Lens, 1966 és 1968 között a Toulon labdarúgója volt.

### Edzőként
1972 és 1976 között az AC Avignonnais vezetőedzőjeként dolgozott. 1976 és 1988 között a francia válogatottnál segédedzőként tevékenykedett. 1988 és 1993 között a francia U21-es válogatott szövetségi kapitánya volt. 1993–94-ben az Olympique Marseille, 1996–97-ben a Sète, 1997 és 2000 között az Olympique Alès szakmai munkáját irányította.